# Holstein-Stadion
Das Holstein-Stadion ist ein Fußballstadion in der schleswig-holsteinischen Landeshauptstadt Kiel und Heimspielstätte des Fußballvereins Holstein Kiel. Das städtische Stadion befindet sich im Norden der Großstadt im Stadtteil Wik, etwa fünf Kilometer nördlich der Innenstadt.
Die 1911 eröffnete und mehrfach um- und ausgebaute Spielstätte bietet heute Platz für 15.034 Zuschauer. Sie ist somit eine der traditionsreichsten und ältesten Spielstätten im deutschen Fußball. Die Spielstätte gehört zu den zwanzig ältesten in ganz Deutschland und ist zugleich die älteste in Schleswig-Holstein. Zu dem Stadiongelände gehören neben einem Gastronomiebetrieb und VIP-Zelt, auch eine Turnhalle und ein vormaliger Trainingsplatz hinter der Nord-Tribüne, der nach dem ehemaligen Vereins-Präsidenten Ernst Föge (1921–1930 und 1948–1949) als Ernst-Föge-Platz benannt ist und heute als Parkplatz bei Begegnungen dient.

## Lage und Verkehrsanbindung
Das Holstein-Stadion befindet sich im geografischen Norden von Kiel im Stadtteil Kiel-Wik, unweit des Nord-Ostsee-Kanals. Das Stadion ist über verschiedene Anfahrtswege zu erreichen. Die Buslinien 91 und X91 bedienen das Stadion direkt (Haltestelle „Am Stadion“ und „Holstein-Stadion“) für Besucher aus Richtung Kieler Hauptbahnhof. Die Linien 6, 11, 12/13 und 32 bedienen ebenfalls das Stadion aus Richtung Hauptbahnhof kommend mit einem circa 5 Minuten dauernden Fußweg (Haltestelle „Hanssenstraße“ oder „Belvedere“).
Anreisende mit dem PKW gelangen aus Richtung Hamburg kommend über die Bundesautobahn 7 auf das Autobahndreieck Bordesholm, von dort aus auf die Bundesautobahn 215 und anschließend auf die Ausfahrt Bundesstraße 76 Richtung Stadion. Anreisende mit dem PKW aus Richtung Dänemark/Flensburg kommend gelangen über die Bundesautobahn 7 auf das Autobahnkreuz Rendsburg, von dort aus auf die Bundesautobahnen A 210 und A 215 und anschließend auf die Ausfahrt Bundesstraße 76 Richtung Stadion.
Der Radschnellweg Veloroute 10 verbindet das Holstein-Stadion mit dem Kieler Stadtteil Hassee. Rund um das Stadion befinden sich 750 Fahrradbügel.
Insgesamt bieten der Verein sechs offizielle Parkplatz-Orte in unmittelbarer Nähe zum Stadion. Das Nikola-Tesla-Parkhaus (Stellplätze: 583), am Lubinus Krankenhaus (Stellplätze: 100), am Fögeplatz für VIP (Stellplätze: 250), das RBZ-Parkhaus (Stellplätze: 150), der Laurispark (Stellplätze: 100) und der Gästeparkplatz in der Leibnizstraße an der Kieler Christian-Albrechts-Universität mit dazugehörigen Shuttle-Bus zum Stadion.

## Geschichte

### Anfänge und Etablierung zum Sportplatz (1911–1945)

Holstein-Platz von 1911

Der Plan Holsteins, einen eigenen Sportplatz zu bauen, wurde nach dem Gewinn der Norddeutschen Meisterschaft und Deutschen Vizemeisterschaft 1910 bekundet. Zur damaligen Zeit genügten die öffentlichen städtischen Spielplätze der stetig steigenden Anhängerschaft Holsteins nicht mehr, und der Vorstand entschloss sich im Mai 1911 einstimmig für den Bau eines eigenen Sportplatzes auf der Fläche des heutigen Holstein-Stadions. Nach vier Monaten Bauzeit wurde am 15. Oktober 1911 der Sportplatz als Holstein-Platz offiziell mit einem Freundschaftsspiel gegen den Berliner FC Preussen (3:4) eröffnet. Die Kosten beliefen sich damals auf 14.500 Mark, wovon der Platz 8800 Mark und die 200 Zuschauer fassende Holz-Tribüne 5700 Mark gekostet haben sollen. Bis zum Ausbruch des Ersten Weltkrieges 1914 wurden noch weitere benachbarte Flächen um den Holstein-Platz gepachtet und das Areal damit vergrößert.

Erste Tribüne am Holstein-Platz von 1911

Vor dem Bau des Holstein-Platzes spielte Holstein und sein späterer Fusionspartner der 1. KFV an verschiedenen Orten in Kiel. Zuerst spielte der 1. KFV auf einem kleinen Sportplatz an der Eckernförder Allee (damals Ecke Hohenzollernring) und dann auf dem Exerzierplatz am Vieburger Gehölz mit Umkleiden an der Waldwiese. Die allererste Fußballbegegnung, die je in Kiel gespielt wurde, fand am 2. Dezember 1900 zwischen dem 1. KFV und Altona 93 (0:4) statt. Der 1. KFV wechselte gezwungenermaßen von 1900 bis 1907 sechsmal den Spielort, was vor allem dem Platzmangel aufgrund der beträchtlich einsetzenden Bautätigkeit in der boomenden Reichskriegshafen-Stadt Kiel anfangs des Jahrhunderts geschuldet war. Holstein spielte zu Beginn am Adolfplatz und ab Ende 1902 am Spielplatz an der Gutenbergstraße. Seit 1907 spielte man wie der 1. KFV auf dem neu eröffneten Städtischen Sport- und Spielplatz an der Eckernförder Chaussee (heute Nordmarksportfeld). 1914 errichtete auch der 1. KFV einen eigenen Sportplatz in der Nähe vom Städtischen Sport- und Spielplatz an der Eckernförder Chaussee, jedoch gab der Verein die Spielstätte nach der Fusion mit Holstein im Jahr 1917 auf.
Der Holstein-Platz wurde 1922 nach einer verheerenden Windhose im Herbst 1921, deren Wucht die erste Holstein-Tribüne zerstörte, erweitert und vergrößert. Trotz zunehmender Inflationsschwierigkeiten wurde eine neue 420 Zuschauer fassende Tribüne mit fünf Umkleideräumen, Waschräumen und einer Platzwärterwohnung auf der entgegengesetzten Seite der ersten Tribüne fertiggestellt (heute Gegengerade). Die aus Stein und Holz errichtete Tribüne wurde am 6. August 1922 durch ein Freundschaftsspiel gegen Kilia Kiel (3:0) eingeweiht. Die Kosten beliefen sich damals auf 600.000 Mark. Zusätzlich wurden Stehplatztraversen errichtet, so dass das Stadion 1923 bei einem Freundschaftsspiel gegen die SpVgg Fürth 8000 Zuschauern Platz bot. Anschließend wurden die Zuschauerplätze verbreitert und rampenartig erhöht. Weitere Flächen wurden erworben, so dass dem Verein Ende 1926 auf dem Areal insgesamt fünf Spielfelder zur Verfügung standen. Im Jahre 1927 und 1928 fand ein Generalumbau statt, mit dem Ziel dem stetigen Interesse für den Fußballsport gerecht zu werden. Neue Stehtraversen mit Stufen wurden aufgeschüttet und weitere 650 Sitzplätze vor der Tribüne installiert, so dass man auf eine Gesamtkapazität von 15.000 Plätzen kam. Für die Leichtathletikabteilung wurde eine Aschenbahn mit den geeigneten Maßen um das Spielfeld rundum errichtet. Der Holstein-Platz war zu jener Zeit aufgrund seiner allgemein bekannten, guten Aschenbahn etliche Male Austragungsort von Leichtathletik-Meisterschaften und Wettkämpfen. Die Gesamtkosten für den Umbau im Jahre 1927–28 beliefen sich auf 70.000 Reichsmark. Im Mai 1943 bot das Stadion bei der Viertelfinalpartie um die Deutsche Meisterschaft gegen den FC Schalke 04 (4:1) gar 18.000 Zuschauern Platz.

### Wiederaufbau, ewiger Rekord und Verfall (1945–2006)

Grundsteinlegung am 21. März 1950

Durch mehrere Bombentreffer im Zweiten Weltkrieg wurde das Stadion schwer beschädigt. Etliche große Bombentrichter säumten das Spielfeld sowie die Zuschauerränge und die 1922 errichtete zweite Tribüne wurde im Kriegsjahr 1944 durch Bombentreffer weggefegt. Nach Kriegsende begann man das Trichterfeld auf dem Sportplatz zu beseitigen, so dass im Dezember 1945 wieder der Spielbetrieb aufgenommen werden konnte. Es dauerte jedoch bis zur Währungsreform 1948, ehe der Ligaplatz wieder vollständig gebrauchsfähig war. Im Sommer 1949 waren die Arbeiten zum größten Teil fertig und der Platz bot circa 20.000 Zuschauern Platz. 1949 begann man mit dem Wiederaufbau der Dritten Tribüne am Stadion. Die neue 1020 Zuschauer fassende Tribüne wurde auf der entgegengesetzten Seite der zweiten Tribüne mit Geschäftsräumen, einem Klubheim, Umkleideräumen, Waschräumen, Massageräumen, einer Platzwärterwohnung und Raum für die Heizungsanlagen ausgestattet. Die Kosten für die dritte Tribüne beliefen sich auf 170.000 DM. Am 28. Juni 1950 wurde die heutige Haupttribüne aus Stahlbeton mit einer Begegnung gegen den FC Schalke 04 (2:2) feierlich eingeweiht. Vier Tage später wurde vor 22.000 Zuschauern das erste offizielle Endspiel um die Deutsche Feldhandballmeisterschaft nach dem Zweiten Weltkrieg zwischen dem THW Kiel und dem SV Polizei Hamburg (10:9) ausgetragen. Zum 50. Vereinsjubiläum schenkte die Stadt Kiel dem Verein das Gelände, welches bis dato Eigentum der Stadt Kiel war. Nach der Erweiterung der Traversen auf der Gegengerade bot das Stadion am 23. März 1951 gegen den Hamburger SV (3:3) die Rekordmarke von 30.000 Zuschauern Platz. Diese Zuschauerzahl ist bis heute der Zuschauerrekord im Holstein-Stadion. 1951 wurde der Ernst-Föge-Platz und 1957 die Flutlichtanlage, eine der ersten in Norddeutschland, mit einer Begegnung gegen Fortuna Düsseldorf (0:0) eingeweiht. Im Jahre 1961 wurde die Sporthalle auf dem Stadiongelände errichtet, welche 460.000 DM kostete. 1965 wurde das Stadion offiziell von „Holstein-Platz“ in „Holstein-Stadion“ umbenannt. Im selben Jahr wurden gar Pläne für eine Ausweitung des Holstein-Stadions auf 38.000 Plätze diskutiert. Da der Verein jedoch im Sommer 1965 in der Aufstiegsrunde zur 1. Bundesliga scheiterte, wurde das geplante Vorhaben nie realisiert.
Im Jahre 1973 verkaufte der Verein aufgrund von Schulden (unter anderem verursacht durch Schäden in Höhe von 40.000 DM durch eine Windhose 1971) und leeren Kassen, die sich seit Gründung der Bundesliga 1963 stetig bemerkbar machten, das Areal an die Stadt Kiel. 1975 wurde das Stadion nach dem Verkauf an die Stadt generalüberholt. Mit Ausnahme des Jahres 1975 und dem Zweitliga-Aufstieg 1978 (erstmals Stadionzaun, neue Sitzbänke und verbessertes Flutlicht), wurden in den darauffolgenden Jahren keine gravierenden Veränderungen mehr am Stadion vorgenommen, so dass die Bausubstanz zusehends zerfiel. Aufgrund dessen sank die genehmigte Zuschauerkapazität im Laufe der Zeit auf 8000 Plätze. Zur Jahrtausendwende war das Stadion marode und die Tribünen heruntergekommen, so dass mehrere Bereiche gar komplett gesperrt wurden. Durch Sanierungsarbeiten konnte das Stadion wieder voll betreten werden und die Gesamtkapazität stieg wieder auf 13.500. Im Frühjahr 2004 wurde an die Haupttribüne der heutige Gastronomiebereich mit dem dazugehörigen VIP-Bereich erbaut, welcher seit der Saison 2004/05 in Betrieb ist und seitdem mehrmals umgestaltet und erweitert wurde.
Das Stadion hatte früher verschiedene Anschriften und Adressen wie Projensdorfer Straße, Irene-Straße und Am Mühlenweg 297. Nach dem Umbau der Straße im Jahr 1995 lautet die heutige Anschrift Westring 501.

### Drohender Lizenzentzug und diverse Auflagen (2006–2017)

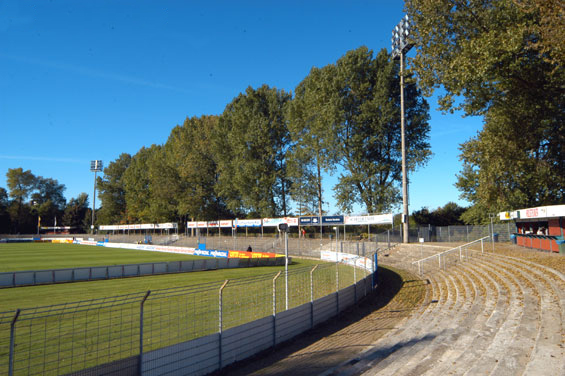
Blick auf die alte Gegengerade vor dem Umbau (2006)

Am Ende der Saison 2005/06 erklärte die Deutsche Fußball Liga (DFL), dass das Stadion von den für die Lizenzierung zuständigen DFB-Kontrollgremien als nicht mehr drittligatauglich eingestuft worden war. Die DFL forderte umfangreiche Sanierungsmaßnahmen, darunter eine Erhöhung der Gesamt- und Sitzplatzkapazität, eine fernsehtaugliche Flutlichtanlage und gewisse Sicherheitsmaßnahmen. Bei Nichterfüllung der Auflagen drohte der DFB die Lizenz zu entziehen, was den Verein davon abgehalten hätte, sich im Falle eines Aufstiegs für die 2. Bundesliga zu qualifizieren. Der Kieler Stadtrat und die Holstein Kiel Marketing GmbH entwarfen daraufhin einen Plan, rund 1,8 Millionen Euro zur Sanierung aufzubringen. Die Stadt Kiel bezahlte eine Million Euro, die ausschließlich verwendet wurden, um die Sicherheitsauflagen des DFB und die der Versammlungsstättenverordnung von Schleswig-Holstein vom 5. Juli 2004 zu erfüllen, und der Verein den Rest von 800.000 Euro.

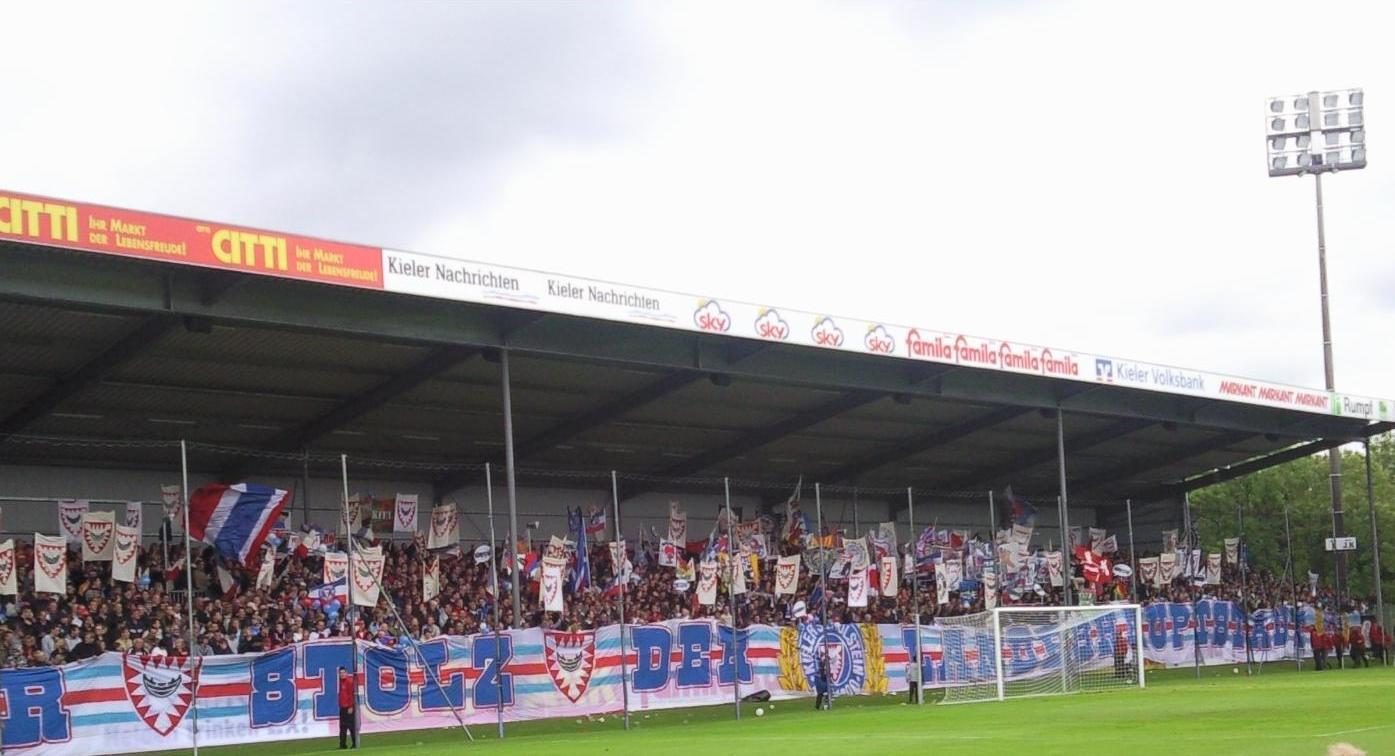
Die neue Westtribüne mit Block H und I (2009)

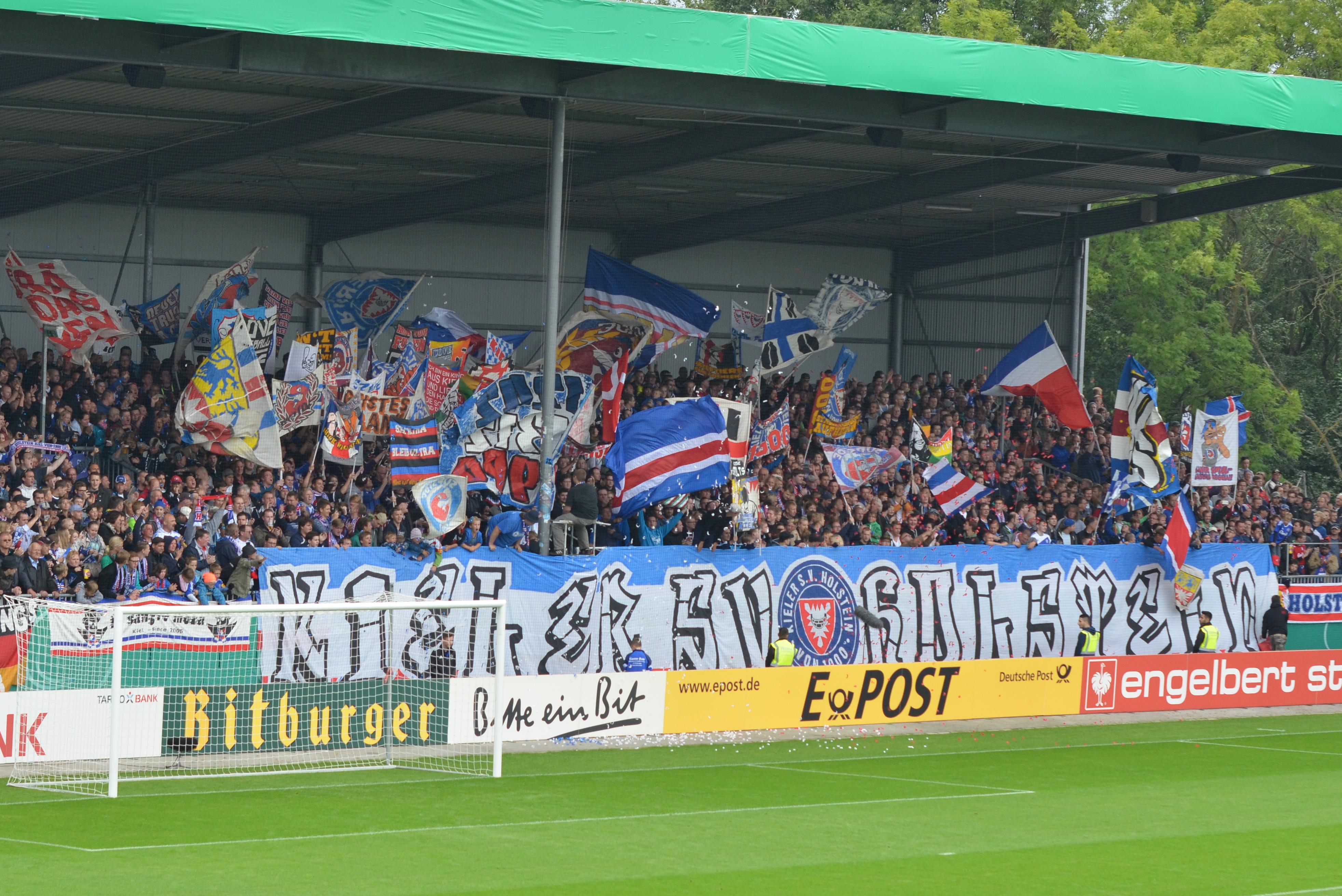
Westtribüne mit Block I (2014)

Zu den deutlichsten Verbesserungen zählte die Entfernung der baufälligen Betonstufen, die früher das Spielfeld umringten. Statt die alten Stehtraversen mit Wellenbrechern und neuen Eingängen auszustatten, entstanden zwei neue überdachte Stahlrohrtribünen auf der alten Gegengerade und hinter dem Westtor. Eingeweiht wurden die beiden neuen Stahlrohrtribünen am 6. August 2006 bei der Regionalliga Nord Begegnung gegen den 1. FC Magdeburg (5:0).
Die 107 Meter lange Nordtribüne wurde mit 954 Sitzplätzen ausgestattet, eingerahmt von zwei Stehplatzblöcken für je 1200 Zuschauer. Die ehemalige Westkurve wurde durch die 79 Meter lange Westtribüne ersetzt und mit 3380 Stehplätzen ausgestattet. Die neuen Tribünen befinden sich unter einem deutlich höheren Dach und wurden so konstruiert, dass sie durch den vorhandenen Raum nach hinten erweitert werden können. Beide Tribünen sind beinahe zwölf Meter hoch und rücken jetzt bis auf sechs (Gegengerade) und acht Meter (Westtribüne) an die Spielfläche heran. Die Gästestehplatzränge in der Ostkurve wurden mit Wellenbrechern und rund 400 Meter neuem Zaun versehen. Durch eine Neugestaltung der Wege zum Stadion wurden getrennte Zugänge für Spieler, Schiedsrichter und sonstige Offizielle ermöglicht. Zusätzlich wurden neue Kioske, WC-Anlagen und ein aufgeständerter Polizeicontainer aufgestellt. Das Fassungsvermögen nach dem Umbau lag bei 11.386 Plätzen und konnte bei Bedarf auf 15.000 erweitert werden. Als Fankurve hat sich die Westtribüne etabliert. Durch den Umbau hat sich die Akustik merklich verbessert, so dass Fangesänge jetzt weit über die Blockgrenzen hinaus im ganzen Stadion gehört werden können.

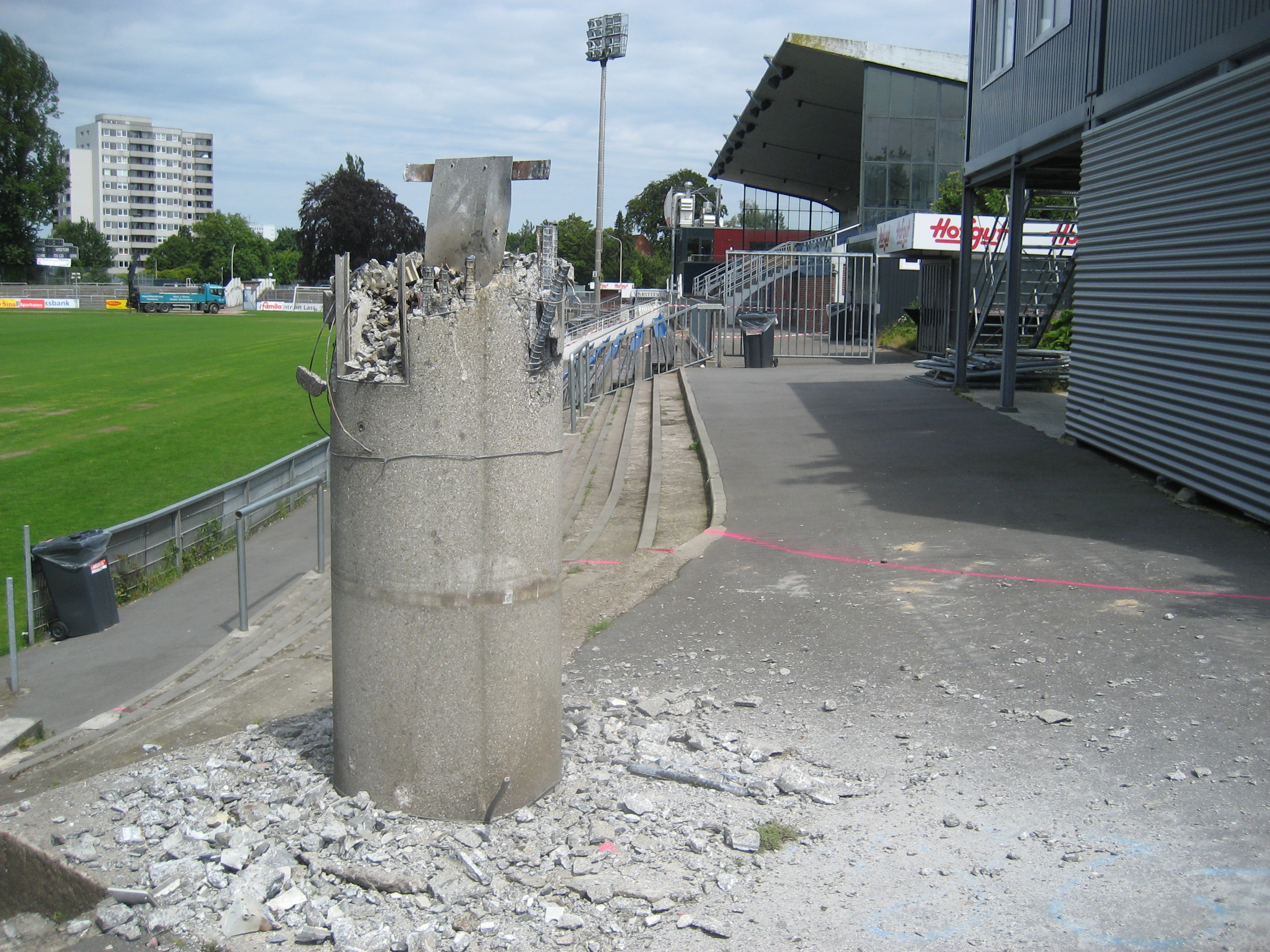
Abriss der alten Flutlichter. Blick von Block G (2009)

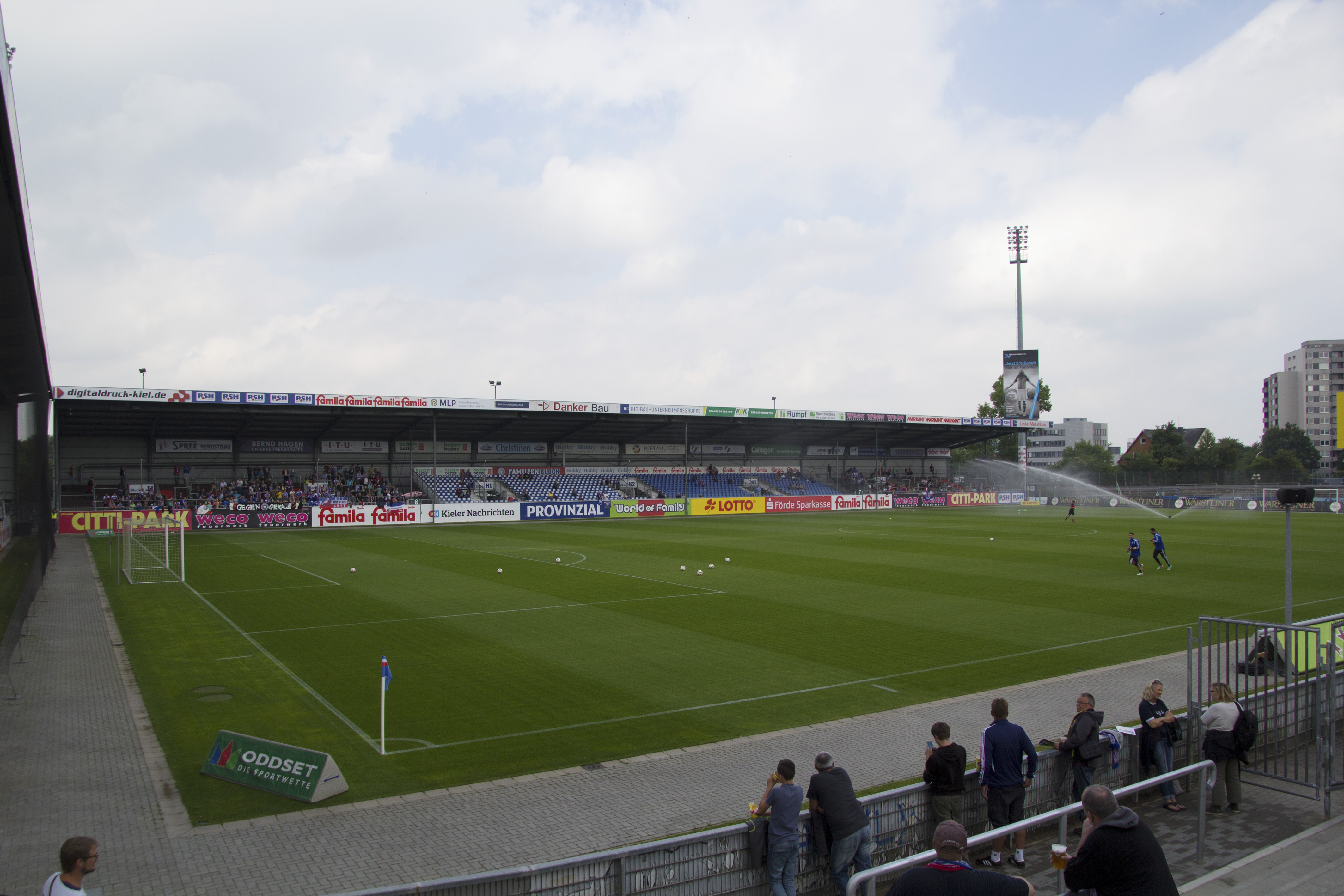
Blick von Block G auf die Gegengerade. Rechts im Bild einer der vier neuen Flutlichtmasten (2015)

Durch den Drittligaaufstieg 2009 wurde die Stadionthematik wieder aufgerollt, da das Holstein-Stadion erneut die stetig steigenden DFB-Anforderungen für die 3. Liga und die Anforderungen der Regionalliga (4. Liga) nicht erfüllte. Ein neuer Finanzierungsplan wurde erstellt, der insgesamt um die 4,2 Millionen Euro betrug. Der Betrag diente zur Erfüllung der Lizenzauflagen des Holstein-Stadions für die Dritte und Vierte Liga sowie größtenteils für die Erweiterung des Trainings- und Nachwuchsleistungszentrums in Kiel-Projensdorf. Der Verein Holstein Kiel zahlte um die 2.281.100 Euro, der Bund und das Land Schleswig-Holstein zusammen 1.058.900 Euro und die Stadt Kiel den Rest von rund 860.000 Euro.
Die notwendigste Lizenzauflage war die Spielfeldbeleuchtung. Während die alten Flutlichtmasten teilweise nur Werte unter 250 Lux erreichten und die vom DFB verlangte Mindestleistung von 400 Lux deutlich unterboten, leuchten die vier neuen 40,3 Meter hohen, fernsehtauglichen Flutlichtmasten mit 800 Lux und können auf 1200 Lux nachgerüstet werden. Andere Baumaßnahmen, die vom DFB verlangt und umgesetzt wurden, waren Pufferzonen in den Zuschauerblöcken, neue Rettungs- und Fluchtwege, Sicherheitsbeleuchtung inklusive Ersatzstromversorgung, Befestigung der Parkflächen, eine Videoanlage, eine Sicherheitszentrale sowie medientechnische Anforderungen. Die Bauarbeiten am Stadion begannen am 22. Juni 2009 und schlossen Ende September 2009 ab. Eingeweiht wurden die neuen Flutlichtmasten am 2. Oktober 2009 in der Begegnung gegen die zweite Mannschaft vom VfB Stuttgart (2:0).
Im August 2011 erhielt das Holstein-Stadion erstmals eine 40 m² große LED-Wand, welche vor der Gästekurve und hinter dem Tor stand. Eingeweiht wurde die Videowand am 26. August in der Regionalligapartie gegen den SV Wilhelmshaven (4:2). Die Kosten für die LED-Wand betrugen rund 200.000 Euro, die vom Verein und Sponsoren getragen wurden. Seit Ende Juli 2013 verfügt der Platz über eine neue Drainage und erstmals über eine Rasenheizung. Die Kosten der Umbaumaßnahme von etwa 750.000 Euro wurden vom Verein getragen.

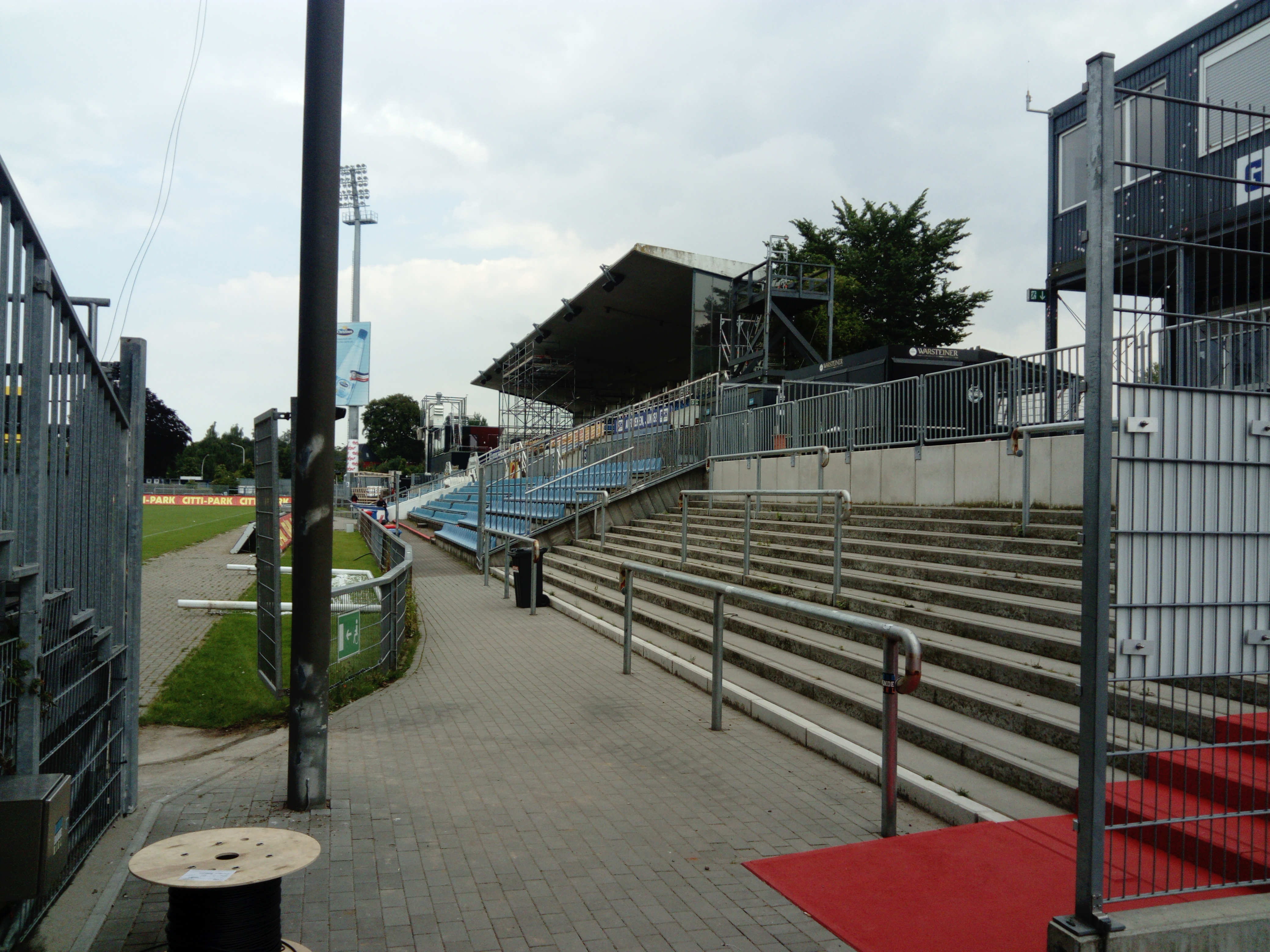
Block G nach der Renovierung (2015)

Mitte Juni 2015 begannen am Holstein-Stadion erneut Umbaumaßnahmen, die durch die Brandschutzverordnungen von Feuerwehr und Polizei erforderlich wurden. Die Stadt Kiel als Eigentümer des Stadions investierte circa 400.000 Euro, damit der weitere Spielbetrieb im Stadion gewährleistet werden kann. Zusätzlich investierte die im Interesse des Vereins handelnde Stadion-GbR circa 500.000 Euro um den Komfort am und im Stadion zu verbessern. Zu den Erneuerungen zählen neue Spundwände, neue Bratwurst- und Getränkebuden, welche sicherheitsrelevante Aspekte erfüllen und neue Toiletten-Container. An der Rückseite der Gegengerade wurde der Weg um etwa zehn Meter verbreitert, ein neuer Zugang vom Fögeplatz zu den Sitzblöcken K1 bis K3 erbaut und größere Dachüberstände zum Schutz vor Regen errichtet. Die Seitenenden der Stehblöcke I und J wurden zum Schutz vor dem Wind mit Wellblechmatten versehen, der unüberdachte Stehbereich G komplett neu gepflastert, bestuft und mit neuen Wellenbrechern versehen und die dahinter befindliche Polizeileitzentrale umgebaut. Die Gesamtkapazität des Stadions verringerte sich aufgrund von Sicherheitsauflagen im Vergleich zum Umbau 2006 leicht von 11.386 Plätzen auf offiziell 10.200 Plätze, wovon sich 1.200 Steh- und 200 Sitzplätze auf das Gäste-Kontingent belaufen.

### Weichenstellung für den Profifußball (seit 2017)
Nach dem Aufstieg in die 2. Fußball-Bundesliga im Mai 2017 kündigte der Verein erneute Umbaumaßnahmen im und um das Holstein-Stadion an, um die geforderten Auflagen der DFL zu erfüllen. Die Pläne sahen vor, das Stadion in zwei Ausbaustufen durch Aufstockung der vorhandenen Tribünen sowie durch den Bau einer neuen Tribüne auf eine Gesamtkapazität von über 15.000 Plätzen zu erweitern. Außerdem wurde der Ausbau des Flutlichtes, der Umkleidekabinen, der Mixed Zone und des Pressebereichs vorgesehen.

Erweiterung der Stufen auf der Westtribüne und Gegengeraden (2017)

Während die erste Ausbaustufe mit dem Ausbau des Flutlichtes, der Umkleidekabinen, der Mixed Zone, des Pressebereichs und der Erweiterung der Tribünen auf der Haupt-, West- und Nordtribüne bereits zum ersten Heimspiel der Saison 2017/18 fertig gestellt wurden, verzögerte sich der Abriss der alten Ostkurve bis in den Juni 2018. Das Stadion bot daher zum Beginn der Saison 2017/18 rund 13.400 Besuchern Platz, jedoch wurde im Laufe der Saison die Gesamtkapazität aus Sicherheitsgründen auf insgesamt 12.000 Plätze beschränkt. An Stelle der alten Ostkurve sollte in der zweiten Ausbaustufe eine 27 Meter hohe, circa 4800 Zuschauer fassende Tribüne mit Steh- und Sitzplatzbereich entstehen.
Die kalkulierten Gesamtkosten für die erste und zweite Ausbaustufe beliefen sich nach den Kalkulationen des Jahres 2017 auf 10,4 Millionen Euro, wovon das Land Schleswig-Holstein 6.933.400 Euro, die Stadt Kiel und der Verein jeweils 1.733.400 Euro tragen sollten. Die Kosten für die erste Ausbaustufe und anderen kurzfristig bereits im Sommer 2017 notwendigen Ausbaumaßnahmen beliefen sich auf circa 1,2 Millionen Euro. Diese Kosten wurden direkt vom Verein getragen und sollten mit den vereinbarten Finanzierungsanteil des Vereins gegenverrechnet werden. Zur Gesamtfinanzierung gehören weitere 700.000 Euro für den Erwerb eines Grundstückes in Stadionnähe. Die Kosten für das erworbene Grundstück übernahm der Verein.
Nach der Winterpause im Januar 2018 wurde für 150.000 Euro der Rasen erneuert, weitere 150.000 Euro wurden in Abgabe- und Toilettenstationen investiert. Nach dem Abriss der alten Ostkurve im Juni 2018 und der anschließenden Vorbereitung des Baugrundes der neuen Osttribüne, reduzierte sich die Kapazität des Holstein-Stadions vorübergehend auf 10.400 Zuschauer. Im Zuge des Abrisses der alten Ostkurve, wurde die dort befindliche Anzeigetafel demontiert und vom Herbst 2018 bis Februar 2019 provisorisch durch eine mobile Anzeigetafel ersetzt. Im Sommer 2018 wurde bekannt, dass sich die Kosten für die geplante neue Osttribüne gegenüber den anfangs kalkulierten 9.240.000 Euro um weitere 1,8 Millionen Euro erhöhen könnten.

Blick auf die Haupttribüne und die im November 2018 eröffnete Zusatztribüne (2019)

Im September 2018 begann der Verein, auf eigene Kosten neben der Haupttribüne eine rund 500.000 Euro kostende Zusatz-Tribüne für circa 300 weitere überdachte Sitzplätze zu bauen. Durch die Zusatz-Tribüne, welche Ende November 2018 eröffnet wurde, stieg die Stadionkapazität bis zur Fertigstellung der Osttribüne auf theoretisch mögliche 10.700 an.
Im Januar 2019 gab der Verein bekannt, statt der geplanten 4800 Zuschauer fassenden Osttribüne eine provisorische Stahlrohrtribüne für insgesamt 7000 Zuschauer errichten zu wollen. Grund für die Planänderung war, dass sich auch nach zwei europaweiten Ausschreibungen kein Generalunternehmer für das Bauprojekt gefunden hatte. Die Kosten für die provisorische 22 Meter hohe und 77 Meter breite Stahlrohrtribüne beliefen sich auf rund vier Millionen Euro und wurden vom Verein getragen. Die überdachte Tribüne ist unterteilt in einen Ober- und Unterrang, mit jeweils 3960 Stehplätzen im Unterrang und weiteren 2814 Sitzplätzen im Oberrang. Seit der Fertigstellung der Tribüne im April 2019 verfügt das Holstein-Stadion über aktuell 15.034 Plätze. Verein und Politiker erhofften sich durch die provisorische Stahlrohrtribüne, welche anfänglich maximal vier Jahre stehen sollte, mehr Zeit, um langfristige bauliche und finanzielle Lösungen für den Komplettumbau des Stadions zu finden.

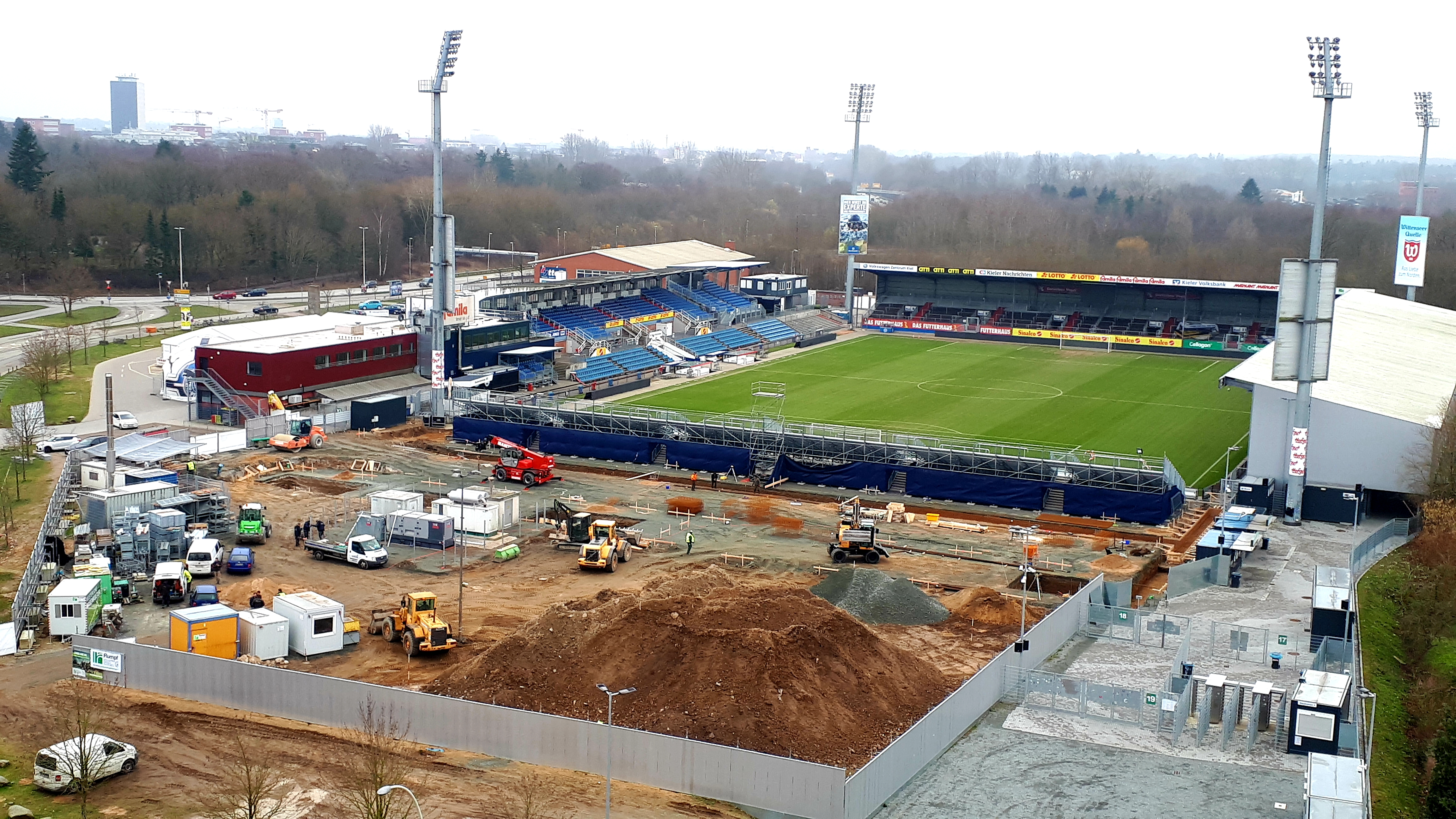
Blick von Osten auf das Holstein-Stadion (2019)

Blick auf die im April 2019 eröffnete Osttribüne (2019)

Durch die neue Osttribüne erfüllt der Verein die von der DFL geforderte Zuschauerkapazität von 15.000 Plätzen, wovon mindestens 4.500 Sitzplätze sein sollen bzw. 3.000 Sitzplätze sein müssen. Seit dem Aufstieg in die 2. Bundesliga im Sommer 2017 spielte der Verein unter Auflagen und mit einer Sondergenehmigung der DFL im Holstein-Stadion. Im Februar 2019 wurde die mobile Anzeigetafel, die zuvor an der Ostseite stand, unter der Dachschale an der gegenüberliegenden Westtribüne montiert. Im gleichen Monat wurde der Rasen auf dem Spielfeld abgetragen und für 100.000 Euro durch einen neuen ersetzt. Im Mai 2019 wurde eine weitere Anzeigetafel am Tribünendach der fertiggestellten Osttribüne montiert, wodurch das Stadion über zwei gegenüberliegende Anzeigetafeln verfügt.
Von Ende Mai bis Oktober 2020 fanden erste Maßnahmen zur Gestaltung und Verbesserung der Verkehrsinfrastruktur vor dem Holstein-Stadion statt. Gebaut wurde ein neuer Kreisverkehr an der Ostseite des Stadions, neue barrierefreie Bushaltestellen, weitere Fahrradstellplätze und neue Geh- und Radwege. Im Anschluss folgten weitere Umbaumaßnahmen am Verkehrsknotenpunkt Westring – Bundesstraße 76 – Bundesstraße 503 an der Südseite des Stadions. Der Knotenpunkt wurde durch weitere Fahrradstellplätze und neue Geh- und Radwege beruhigt, wodurch die Verkehrssicherheit für Radfahrer und Fußgänger erhöht wurde. Nachdem der Verein innerhalb von drei Spielzeiten jährlich die Rasenfläche im Stadion erneuert hatte (Januar 2018, Februar 2019 und Februar 2020), entschied man sich im Juli 2020, einen Hybridrasen im Stadion und im Trainings- und Nachwuchsleistungszentrums Projensdorf zu verlegen. Die Kosten im Holstein-Stadion für die Umwandlung des vorherigen Naturrasens in einen Hybridrasenplatz lagen bei rund 200.000 Euro. Die Gesamtinvestitionssumme mit dem Umbau der Trainingsplätze im Trainings- und Nachwuchsleistungszentrums Projensdorf betrug rund drei Millionen Euro, welche vom Verein getragen wurde. Nach der Umstellung auf Hybridrasen wurde die Spielfläche von der DFL in der Saison 2020/21, 2021/22 und 2023/24 mit der Ehrung „Pitch of the Year“ für herausragende Rasenqualität ausgezeichnet, welche die DFL seit der Saison 2013/14 für besonders gute Stadionflächen in der Ersten und Zweiten Bundesliga verleiht.

Verlegung des Rollrasens im Holstein-Stadion unter Flutlicht (2019)

Anfang Herbst 2020 veröffentlichte der Verein Pläne für den weiteren Umbau des Holstein-Stadions zu einem 22.000 Zuschauer fassenden Stadion, mit der Option auf einen Ausbau auf bis zu 25.000 Plätzen. Bereits im Sommer 2017 und 2019 äußerte der Verein den Plan, dass das Stadion etappenweise auf eine Gesamtkapazität von bis zu 25.000 Zuschauer ausgebaut werden soll. Konkret sah der im Herbst 2020 vorgestellte Plan vor, dass im Winter 2021 mit den ersten vorbereitenden Baumaßnahmen begonnen werden sollte, während im Sommer 2022 als erstes der Abbau der Gegengeraden/Nordtribüne vorgesehen war. Anstelle der abgebauten Gegengeraden soll die neue Haupttribüne entstehen, welche in einem fünfstöckigen Gebäude integriert wird und einen großzügigen Veranstaltungsbereich beinhalten soll. Hinter der zukünftigen neuen Haupttribüne, soll ein siebenstöckiges Parkhaus mit einem Fassungsvermögen von circa 1200 Stellplätzen errichtet werden. Die Gegengerade/Nordtribüne, welche wie die West- und Osttribüne im Stadion aus rückbaubaren Stahlrohrelementen besteht, soll im Anschluss im Stadion von Kilia Kiel wieder verwendet und dort integriert werden. In den darauf folgenden Bauabschnitten bis zur geplanten Fertigstellung im Jahr 2026, sollen die übrigen Tribünen Jahr für Jahr während des Spielbetriebs durch neue Tribünen ersetzt werden. Als letzte Tribüne wird dann die 2019 fertiggestellte provisorische Osttribüne ersetzt. Somit wird die provisorische Stahlrohrtribüne voraussichtlich deutlich länger als die im Jahr 2019 vom Verein und Politik prognostizierten vier Jahre stehen. Über die Finanzierung des im hohen zweistelligen Millionenbetrags geschätzten Gesamtprojekts, welches der Verein, die Sponsoren, das Land Schleswig-Holstein und die Stadt Kiel tragen, wurde zu diesem Zeitpunkt noch verhandelt.
Entgegen den Bauplänen aus dem Herbst 2020, verzögerte sich das Verfahren für die Zustimmung des Bauausschusses der Stadt Kiel, eine tragfähige Rechtsgrundlage für den grundlegenden Stadionumbau zu finden, bis in den März bzw. September 2022. Dadurch verschob sich der Baubeginn für das neue 25.000 Zuschauerplätze fassende Stadion auf den Sommer 2023. Das geplante Parkhaus hinter der zukünftigen neuen Haupttribüne wird zudem kleiner ausfallen als zuvor angekündigt und über fünf statt sieben Stockwerke mit circa 800 bis 900 Stellplätzen statt 1200 verfügen. Zusätzlich und unabhängig vom Stadionneubau, begann man im Februar 2022 die zu diesem Zeitpunkt 72 Jahre alte Haupttribüne für Sanierungsmaßnahmen ein Jahr einzurüsten um Instandhaltungsmaßnahmen an der Fassade durchzuführen. Im Oktober 2022 begann man mit der Errichtung der Bau- und zukünftigen Zufahrtsstraße, welche unter anderem dazu dient, die erste Tribüne samt Parkhaus zu bauen und abschließend den Namen Ernst-Möller-Straße tragen wird. Die zweite Zufahrtstraße, deren Kosten sich auf 2,8 Millionen Euro beliefen, wurde nach circa 18-monatiger Bauzeit im März 2024 geöffnet.
Wegen weiterer Verzögerungen konnte der angestrebte Baubeginn der ersten Tribüne im Sommer 2023 nicht eingehalten werden, so dass der zu jener Zeit früheste Baubeginn auf Sommer 2024 anvisiert wurde. Zu einem weiteren Schritt Richtung Stadionneubau kam es im September 2023, als die Kieler Ratsversammlung die Gründung der Kieler Sportstätten- und Stadiongesellschaft mbH & Co KG beschloss. Diese dient unter anderem dazu, den Stadionbau bei der Finanzierung zu fördern sowie die Ausschreibungen für den Um- bzw. Neubau vorzubereiten.
Nachdem Aufstieg in die Bundesliga in der Saison 2023/24 erhöhte der Verein, ähnlich wie beim Zweitliga-Aufstieg im Sommer 2017, als erste Sofortmaßnahmen die vorhandene Flutlichtanlage durch eine Flutlichtbestandssanierung auf die geforderten 1600 Lux. Zuvor hatte man im April 2024 von der DFL die Lizenz für die Bundesliga-Saison 2024/25 erhalten. Zusätzlich erfolgte der Ausbau der Mixed Zone und die Aufstockung des Pressebereichs, um den Spielbetrieb beim Bundesligastart Ende August 2024 zu gewährleisten. Die Aufstockung des Pressebereichs beinhaltete die Erhöhung der Presseplätze im Stadion von 65 auf 112 Plätze, die Vergrößerung des Pressekonferenzraums von 40 auf 80 Plätze und die Erhöhung der Anzahl der Presseparkplätze von 90 auf 180 Plätze in Stadionnähe. Zudem entstanden noch weitere rollstuhlgerechte Plätze, sowie neue Sitzplätze, um die wegfallenden Sitzplätze zu kompensieren, welche durch die gestiegenen Medienarbeitsplätze im Stadion entstanden sind. Zuzüglich ist zur Winterpause 2024/25 geplant, den Gästebereich im Stadion umzubauen und auf die Osttribüne zu verlagern. Eine weitere Anforderung ist, dass der Verein zukünftig 800 Gästesitzplätze statt die bisher 300 Gästesitzplätze zur Verfügung stellen muss. Die Kosten für die Sofortmaßnahmen im Sommer 2024 zur Umsetzung der Erstligatauglichkeit belaufen sich auf rund 1,8 Millionen Euro.
Im Sommer 2024 gab man bekannt, das der angestrebte Parkhausbau bis auf weiteres verschoben wird und nicht in dem vorerst kalkulierten Stadionbaubudget von 75 Millionen Euro mit enthalten sein wird. Die Finanzierung der 75 Millionen teilen sich das Land Schleswig-Holstein mit 20 Millionen Euro, die Stadt Kiel mit zehn Millionen Euro, KSV-Aufsichtsrat Gerhard Lütje mit 20 Millionen Euro und die Stadiongesellschaft durch einen Kredit in Höhe von 25 Millionen Euro. Der neue anvisierte früheste Start für den Baubeginn des Stadions wurde auf Sommer 2025 verschoben. Am 18. Juli 2024 stimmte die Kieler Ratsversammlung der Ausschreibung des neuen Holstein-Stadions zu. Drei Planungsmodelle stehen zur Auswahl, auf deren Basis sich Firmen aus Europa bis Ende 2024 bewerben können. Der möglichst früheste Baubeginn ist auf Herbst 2025 anvisiert. Das erste der drei möglichen Planungsmodelle beinhaltet eine 90-Grad-Drehung des vorhandenen Stadions mit vier geschlossenen Stadionecken, wobei die Fankurve der Holsteinfans von West auf Süd drehen würde. Die zweite Variante beinhaltet, dass das Stadion in seiner jetzigen Ausrichtung bleibt, jedoch das Stadion samt Spielfeld mehrere Meter nach Südwesten verschoben wird und ebenfalls geschlossene Ecken aufweist. Bei der dritten angedachten Option bleibt das Stadion ebenfalls in der jetzigen vorhandenen Ausrichtung, ohne dass das Stadion oder Spielfeld verschoben wird, jedoch das Stadion an der Nordwest- und Nordost-Ecke nicht vollkommen geschlossen wäre bzw. mit den anderen Tribünen bündig abschließt. Der Bewerbungszeitraum für das europaweite Vergabeverfahren beläuft sich von Mitte Dezember 2024 bis Mitte Januar 2025, mit dem Ziel im Frühling 2025 das Bauunternehmen und die Ausbauvariante für den Stadionneubau gefunden zu haben.

## Kapazitäten und Tribünen
Nach Erweiterungsarbeiten im Sommer 2017 haben sich auf der West- und Nordtribüne/Gegengerade die überdachten Stehplätze um circa 2300 und die überdachten Sitzplätze auf der Nordtribüne/Gegengerade und Haupttribüne um circa 400 im Vergleich zur Saison 2016/17 erhöht. Durch den Bau einer Zusatztribüne westlich der Haupttribüne, sind seit November 2018 weitere 300 Sitzplätze hinzugekommen. Die alte Ostkurve mit dem Gästeblock hatte vor deren Abriss im Sommer 2018 eine Kapazität von circa 2400 unüberdachten Stehplätzen. Seit April 2019 verfügt das Stadion, nach der endgültigen Fertigstellung der 3.960 Stehplätze und 2.814 Sitzplätze großen neuen Osttribüne, über eine Gesamtkapazität von 15.034 Plätzen. Diese teilen sich auf in circa 9225 Stehplätze (davon 8925 überdacht) und 5809 Sitzplätze (davon 5239 überdacht). Dies bedeutet ein Stehplatzanteil von 61 Prozent und ein Sitzplatzanteil von 39 Prozent.
Offiziell und amtlich könnten nach Abschluss aller Umbaumaßnahmen 17.400 Zuschauer im Stadion Platz finden. Aufgrund der Sicherheit und des Komforts wird jedoch von Vereinsseite das Fassungsvermögen auf 15.034 Zuschauer limitiert.
Das Stadion verfügt über 19 Blöcke mit den Buchstaben von A bis U. Diese unterteilen sich weiterhin in kleinere Blöcke, sodass man auf insgesamt 24 Blöcke kommt. Dabei ergibt der Block U den Familienblock. Dieser ist ein familienfreundlicher, rauchfreier Bereich mit überdachten Sitzplätzen auf der Osttribüne. Die Westtribüne mit Block H und I ist eine reine Stehplatztribüne mit dem Fanblock der KSV. Östlich der Haupttribüne befinden sich das doppelstöckige 1.200 m² große VIP-Zelt. Der Gästeblock befand sich seit der Saison 2018/19 auf der Nordtribüne/Gegengerade und verfügte über ein Fassungsvermögen von 300 Sitzplätzen und 1200 Stehplätzen in der 2. Bundesliga und bis Ende Dezember 2024 über ein Fassungsvermögen von 771 Sitzplätzen und 1200 Stehplätzen in der 1. Bundesliga. Seit Januar 2025 verfügt der Gästeblock über rund 1700 Plätze und befindet sich auf der Osttribüne im Block M mit 900 Stehplätzen und Block P mit 746 Sitzplätze. Bei erhöhten Bedarf wird auch der neutrale Block K3 für Gästefans geöffnet, um auf die in der Bundesliga  geforderten 800 überdachten Sitzplätze für Gästefans zu kommen.
| Bereich                     | Plätze    |
| --------------------------- | --------- |
| überdachte Sitzplätze       | 4.964     |
| nicht überdachte Sitzplätze | 563       |
| überdachte Stehplätze       | ca. 9.257 |
| nicht überdachte Stehplätze | ca. 250   |
| Kapazität insgesamt         | 15.034    |

| Tribüne             | Platzaufteilung | Plätze |
| ------------------- | --- | ------ |
| Nord/Gegengerade    | ≈ 2.450 Stehplätze = Block J:1.225, L:1.225; 1.274 Sitzplätze = Block K1:438, K2:478, K3:358                                | 3.724  |
| Ost                 | ≈ 3.961 Stehplätze = Block M:900, O:3.061; 2.813 Sitzplätze = Block P:746, R:286, S:749, T:662, U:370                       | 6.774  |
| Süd/Haupttribüne    | ≈.0 250 Stehplätze = Block G:250; 1.440 Sitzplätze = Block A:171, B:100, C:88, D:105, E:142, E2:271, F1:215, F2:205, F3:143 | 1.690  |
| West                | ≈ 2.846 Stehplätze = Block H:1.423, I:1.423; .0000 Sitzplätze                                                               | 2.846  |
| Kapazität insgesamt | | 15.034 |

Stand: Winter 2025

## Barrierefreiheit
Die Kapazität der Rollstuhlfahrerplätze beläuft sich auf 55 Plätze, dazu kommt die gleiche Anzahl an Plätzen für Begleitpersonen. Die Plätze befinden sich auf der Haupttribüne im Bereich der Vortribüne.
Zusätzlich gibt es ein begrenztes Kontingent mit separatem Sitzplatzbereich für Menschen mit Sehbehinderungen und gehörlose Fans. Das Kontingent für Menschen mit Sehbehinderungen beläuft sich auf sechs Plätze inklusive Kopfhörersets und sechs Plätze für Begleitungen auf der Osttribüne. Für hörgeschädigte Fans beläuft sich das Kontingent auf zehn Plätze ebenfalls auf der Osttribüne.

## Zuschauerrekorde
- 02.345 Zuschauer, 20. Oktober 1912, Freundschaftsspiel gegen Akademisk Boldklub København (Dänemark)
- 04.050 Zuschauer, 23. März 1913, Freundschaftsspiel gegen Ilford (London) F. C. (England)
- 06.200 Zuschauer, 1. März 1914, Norddeutsche Liga gegen Altona 93 (Rekord für Norddeutschland)
- 08.000 Zuschauer, 1923, Freundschaftsspiel gegen die SpVgg Fürth
- 12.000 Zuschauer, 2. Juni 1929, Norddeutsche Meisterschaft 1929/30 gegen den Hamburger SV
- 18.000 Zuschauer, 30. Mai 1943, Endrunde um die deutsche Meisterschaft 1942/43 gegen den FC Schalke 04
- 22.000 Zuschauer, 2. Juli 1950, Endspiel der deutschen Feldhandball-Meisterschaft 1949/50 zwischen dem THW Kiel und der SV Polizei Hamburg
- 31.342 Zuschauer, 23. März 1951, Oberliga Nord 1950/51 gegen den Hamburger SV[103]

## Denkmal

Gedenktafel Erster Weltkrieg, ein Leichtathlet und ein Fußballer in Holsteintracht

Am Stadionvorplatz steht auf einem Sockel eine gemauerte Stele, die zum Gedenken und Mahnen an die Toten Vereinsmitglieder aus den beiden Weltkriegen (1914–1918 und 1939–1945) errichtet wurde. Die rechteckige Stele erinnert an ihren Längsseiten an die jeweiligen Weltkriege und die dort gefallenen Vereinsmitglieder von Holstein Kiel. Bereits seit Pfingsten 1920 stand ein durch Spenden finanzierter großer Findling an der Ostseite des Stadions mit der heutigen gusseisernen Tafel, die namentlich an die 86 gefallenen Mitglieder erinnerte. Unter den gefallenen Mitgliedern waren auch Spieler aus der Meistermannschaft von 1912 wie Ernst Möller, Georg Krogmann, David Binder und Wilhelm Tim.
Nach dem Zweiten Weltkrieg und im Zuge des Wiederaufbaus des Stadions wurde die Gusstafel an der heutigen Stele seitlich befestigt und auf der gegenüberliegenden Längsseite der Stele an die 112 gefallenen Vereinsmitglieder des Zweiten Weltkriegs erinnert. Die durch Spendengelder finanzierte Stele stand seit 1955 auf der Nordseite des Stadions direkt hinter der alten Gegengerade. Durch den Stadionneubau 2006 und der neu errichteten zwölf Meter hohen Nord-Tribüne war die Stele jedoch ins Abseits gerückt und stand somit nicht mehr an einer repräsentativen Stelle. 2010 entschied der Verein deshalb, die Stele am Stadionvorplatz neu zu positionieren und somit den Toten wieder einen würdigeren Platz zum Gedenken zu bieten.